# Старообрядческие храмы Эстонии

## БеспоповцыПоморского согласия
| # | Наименование                                                                       | Изображение | Дата строительства | Современный адрес                                                         | Координаты           | Комментарий | Статус    | Карта |
| - | ---------------------------------------------------------------------------------- | ----------- | ------------------ | ------------------------------------------------------------------------- | -------------------- | --- | --------- | ----- |
| 1 | Старообрядческая моленная Успения Пресвятой Богородицы                             |             | 1877-2008          | Эстония, Тартусский уезд, волость Пепсияяре, дер. Большие Кольки (Колкья) | 58.547613, 27.219716 | | Действует |       |
| 2 | Моленная Успения Пресвятой Богородицы                                              |             | 1865-1913          |                                                                           | 58.659868, 27.159834 | Подробная информация о храме находится в книге «Староверы Эстонии».— Тарту, 2006. С. 90-97, а также на сайте Музей Старообрядчества. | Действует |       |
| 3 | Старообрядческая моленная Рождества Иоанна Предтечи и Успения Пресвятой Богородицы |             | 1948               |                                                                           | 58.812218, 26.948819 | Подробная информация о храме находится в книге «Староверы Эстонии».— Тарту, 2006. С. 84-89, а также на сайте Музей Старообрядчества. | Действует |       |
| 4 | Старообрядческая моленная Петра и Павла                                            |             | 1863               | Эстония, Тартуский уезд, остров Пийриссаар, деревня Сааре                 | 58.374119, 27.528329 | | Действует |       |
| 5 | Старообрядческая моленная Успения Пресвятой Богородицы                             |             | 1863               | Эстония, г. Тарту, ул. Поперечная (Пыйк), д. 10                           | 58.381484, 26.732958 | | Действует |       |

## Федосеевское старопоморское согласие
| # | Наименование                                                    | Изображение | Дата строительства | Современный адрес                     | Координаты           | Комментарий | Статус    | Карта |
| - | --------------------------------------------------------------- | ----------- | ------------------ | ------------------------------------- | -------------------- | --- | --------- | ----- |
| 1 | Старообрядческая моленная Успения Пресвятой Богородицы          |             | 1902-1903          |                                       | 58.491864, 27.240753 | | Действует |       |
| 1 | Старообрядческая моленная Введения во храм Пресвятой Богородицы |             | 1902-1915          | Эстония, Тартуский уезд, дер. Казепяэ | 58.530677, 27.229443 | | Действует |       |
| 3 | Старообрядческая моленная Николая Чудотворца                    |             | 1879-1910          |                                       | 58.820629, 26.9453   | Подробная информация о храме находится в книге «Староверы Эстонии».— Тарту, 2006. С. 78-83, а также на сайте Музей Старообрядчества. | Действует |       |